# Robert Peel
Sir Robert Peel (født 5. februar 1788, død 2. juli 1850) var premierminister i Det Forenede Kongerige fra 10. december 1834 til 8. april 1835 og igen fra 30. august 1841 til 29. juni 1846. 
Peel er særlig kendt for at have indført politistyrker i deres moderne form. Politiet i England har to kaldenavne, som kommer fra hans navn, bobbies (Bobby er et almindeligt kælenavn for Robert) og peelers.